# 京急蒲田駅
京急蒲田駅（けいきゅうかまたえき）は、東京都大田区蒲田四丁目にある、京浜急行電鉄（京急）の駅である。駅番号はKK11。

## 乗り入れ路線
- 京浜急行電鉄 - 駅番号「KK11」
  -  本線
  -  空港線 - 当駅を起点としている。

## 歴史
- 1901年（明治34年）2月1日 - 蒲田駅として開業。（開業時、国鉄・東急の蒲田駅は未開業）
- 1925年（大正14年）11月 - 京浜蒲田駅に改称。
- 1969年（昭和44年）11月16日：佐藤栄作首相の訪米阻止を訴える学生デモが暴徒化。駅舎に火炎瓶が投げ込まれる（同日、国鉄駅でも同様の騒動）[2]。
- 1987年（昭和62年）6月1日 - 京急蒲田駅に改称[1]。
- 1993年（平成5年）4月1日 - 空港線羽田駅（現：天空橋駅）開業に伴い、1番線ホームを両方向乗り入れに変更。
- 1995年（平成7年）7月24日 - 本線用ホーム有効長を12両編成分に延長[3]。同時に平日朝の通勤快特停車および夕方の下り快特臨時停車を開始[3]。
- 1998年（平成10年）11月18日 - 空港線羽田空港駅（現：羽田空港第1・第2ターミナル駅）延伸開業に伴い、エアポート快特・エアポート特急の運行開始[4]。同時に快特停車駅となる[4]。
- 1999年（平成11年）7月31日 - 横浜方面からの羽田空港直通列車を運転開始。開始当初は梅屋敷寄りの渡り線を経由してスイッチバックを行っていた。同時にエアポート特急が廃止され、エアポート快特に統合される。当駅 - 新逗子駅（現：逗子・葉山駅）の急行も廃止される。
- 2001年（平成13年）1月 - 高架化、駅舎建て替え工事に着手。その数か月後には東口を仮橋上駅舎へ移設。
- 2002年（平成14年）10月12日 - 空港線線路と本線下り線路を結ぶ連絡線が開通し、横浜方面からの羽田空港直通列車の運転を本格的に開始する[5]。
- 2005年（平成17年）10月2日 - 空港線用の1番線ホームを仮線に移設[6]。
- 2006年（平成18年）11月26日 - 本線用の2番線ホームを仮線に移設[7]。
- 2007年（平成19年）12月2日 - 本線用の3番線ホームを仮線に移設[8]。同時に高架化工事の支障となる跨線橋と仮橋上駅舎の東口改札を地下へ移設[8]。
- 2008年（平成20年）
  - 2月24日 - 西口改札を北側に移設。
  - 5月18日 - 当駅付近の上り線を仮高架化、これに伴い環状8号線の踏切の遮断時間が4割ほど短くなる[9]。
  - 12月11日 - 接近メロディを導入。「夢で逢えたら」が採用される。詳細は後述。
- 2010年（平成22年）
  - 5月16日 - 上り線を高架化、上り線高架ホームを使用開始[10][11]。同時にダイヤ改正が実施され、エアポート快特の停車駅から除外され、エアポート急行の停車駅となる[12]。当駅 - 新逗子駅では約11年ぶりの急行運行となる。
  - 9月26日 - 当駅付近の下り線を仮高架化、これに伴い環状8号線の踏切が廃止される[13]。
- 2011年（平成23年）年末年始のみ羽田線を高架線経由で運行し、箱根駅伝との交差支障を解消。
- 2012年（平成24年）10月21日 - 下り線を高架化、下り線高架ホームを使用開始、全事業区間の高架化が完成する[14][15]。
- 2015年（平成27年）12月11日 - 駅西口に駅前広場とペデストリアンデッキを整備。同時に駅高架下に商業施設ウィングキッチン京急蒲田がオープン[16]。
- 2018年（平成30年）7月30日 - 北斗の拳と京浜急行電鉄とのコラボレーション、京急の120周年を記念した『北斗京急周年キャンペーン』により、同年9月17日までの期間限定で駅名看板が京急かぁまたたたたーっ駅に装飾され、記念乗車券である「北斗の券」が9月1日に発売される[17]。
- 2019年（平成31年・令和元年）
  - 4月21日 - 1・4番線のホームドアの使用を開始[18]。
  - 8月9日 - 3・6番線のホームドアの使用を開始[19]。
- 2023年（令和5年）11月25日 ダイヤ改正により、エアポート急行が急行に改称され、品川 - 当駅 - 逗子・葉山間の急行が1999年以来24年ぶりに設定される。
- 2024年（令和6年）
  - 5月18日 - サントリーの商品である「こだわり酒場のタコハイ」とのコラボレーションにより、同日から同年6月16日まで駅名看板を京急蒲タコハイ駅に装飾するキャンペーンを行っていたが、アルコール薬物問題全国市民協会並びに主婦連合会による「公共性が高い駅にはふさわしくない」という抗議を受けて、5月29日までに看板装飾の撤去などイベントが縮小される事態となった[20][21][22]。なお、2番線ホームを酒場として提供するイベントに関しては、当初の予定通り、5月18日と19日並びに6月8日と9日に実施された[23]。
  - 11月23日 - ダイヤ改正により「イブニング・ウィング号」の停車駅となる（乗車専用）[24]。

## 駅構造
島式ホーム2面6線を有する高架駅。本線と空港線の分岐点である。1階に改札階、2階に上りホーム（4-6番線）、3階に下りホーム（1-3番線）を配置する三層構造となっている。2階と3階は同じ形状のホーム（後述）が上下に重なっている。この重厚な構造からインターネット上で「蒲田要塞」の異名をもつ。駅施設の北部は呑川を越えた蒲田三丁目に跨っているが、北側に改札口は設置されていない。
空港線は1・4番線から分岐しており、1番線には品川方面からの羽田空港行きと羽田空港からの横浜方面行き、4番線には横浜方面からの羽田空港行きと羽田空港からの品川方面行きが停車する。それぞれ本線と分岐してから隣の糀谷駅近くに設けられているシーサスクロッシングまでの間が単線並列の形となっている（この部分まで当駅構内）。シーサスクロッシングがこの位置にあるのは1番線と4番線が異なるフロアに位置していてこれらの直近に設けることが不可能なためである。なお品川方面が運転見合わせになった場合の異常時の折り返し時には、横浜方面から来た京急蒲田止の電車が4番線到着後、糀谷方面に向かって動き出し、このシーサスクロッシングを渡り一旦停止した後、進行方向を変えて1番線に進入し、再度進行方向を変え、横浜方面に折り返す。
3番線・6番線は横浜寄りが切り欠き式ホームになっており、この切り欠かれた部分に2番線・5番線がある。2番線・5番線のホーム外側には3番線・6番線に至る通過線が設けられており、緩急接続（待避）が可能となっている。なお、2番線への入線時は一旦3番線を通過し、5番線からの発車後には6番線を通過する必要がある。5番線は2010年の時点で既に完成していたが、供用開始はしていなかった。
上述のような構造となっているため、ホームそのものは18両分の長さが確保されている。
当駅の自動放送は、1・4番線で大原さやかによる接近予告放送のみが使用されている。

### のりば
| 番線      | 路線   | 方向 | 行先               | 備考             |
| --------- | ------ | ---- | ------------------ | ---------------- |
| 3階ホーム |        |      |                    |                  |
| 1         | 空港線 | 下り | 羽田空港方面       | 品川方面発       |
| 1         | 本線   | 下り | 横浜方面           | 空港線からの列車 |
| 2         | 本線   | 下り | 横浜・三浦海岸方面 | 待避線           |
| 3         | 本線   | 下り | 横浜・三浦海岸方面 |                  |
| 2階ホーム |        |      |                    |                  |
| 4         | 空港線 | 下り | 羽田空港方面       | 横浜方面発       |
| 4         | 本線   | 上り | 品川方面           | 空港線からの列車 |
| 5         | 本線   | 上り | 品川方面           | 待避線           |
| 6         | 本線   | 上り | 品川・新橋方面     |                  |

- 2020年5月8日まで日中に運転されていた品川 - 当駅間の普通列車は、2番線へ終着後に京急川崎駅隣接の折り返し線まで回送されていた。折り返し後は再び当駅まで回送され、5番線へ入線後に客扱いを行ってから品川方面へ発車していた。
- 本線横浜方面と空港線を直通する列車は、当駅で方向転換（スイッチバック）を行う。
- 当駅に停車する下り「イブニング・ウィング号」は乗車専用となっている[24]。また、当駅発のWing Ticket（座席指定券）は「KQuick」でのインターネット購入のみ取り扱っており、当駅にWing Ticket発売機は設置されていない[24]。

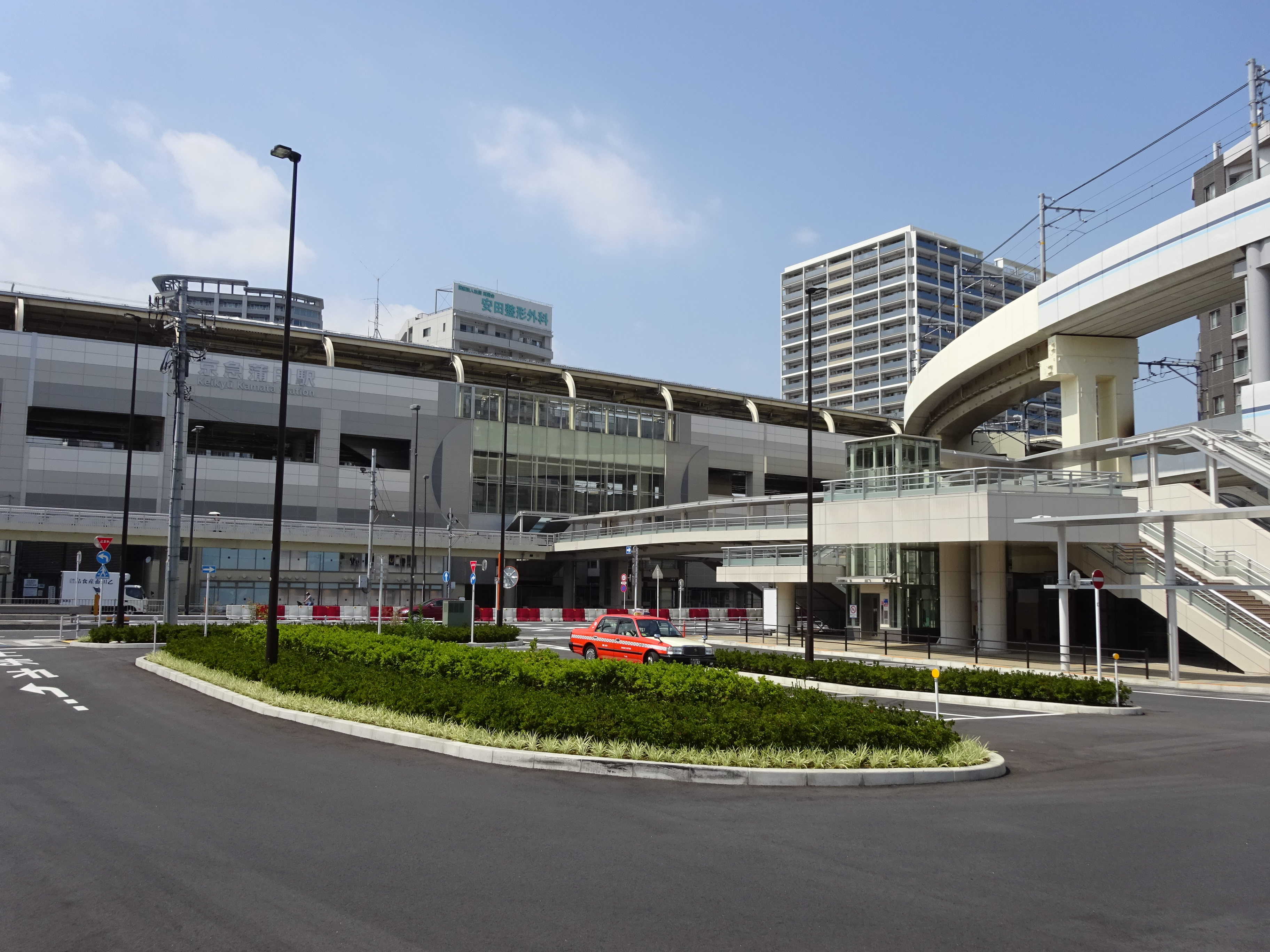
東口。右に分岐する線路は空港線（2016年8月）
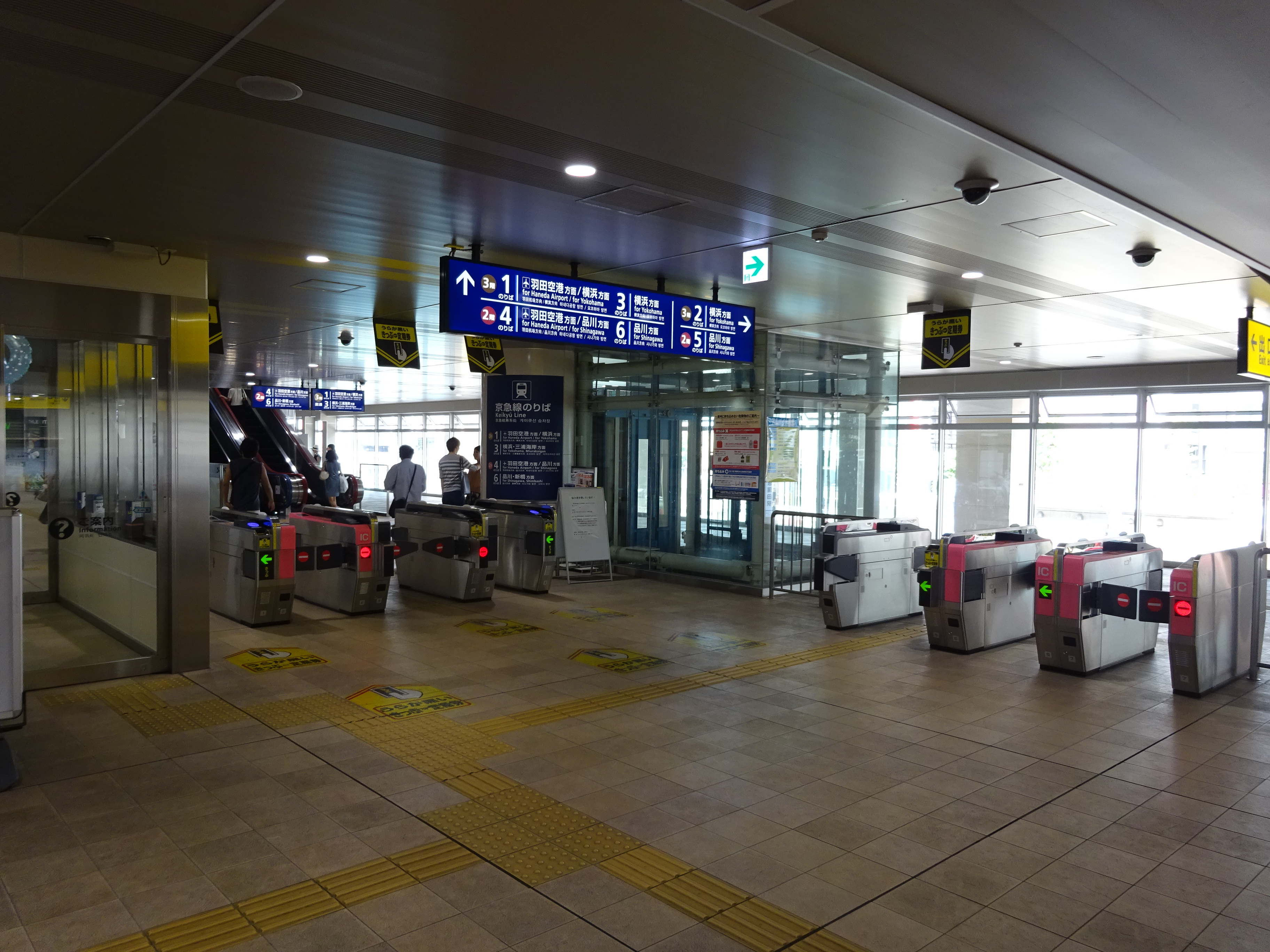
改札口（2016年8月）
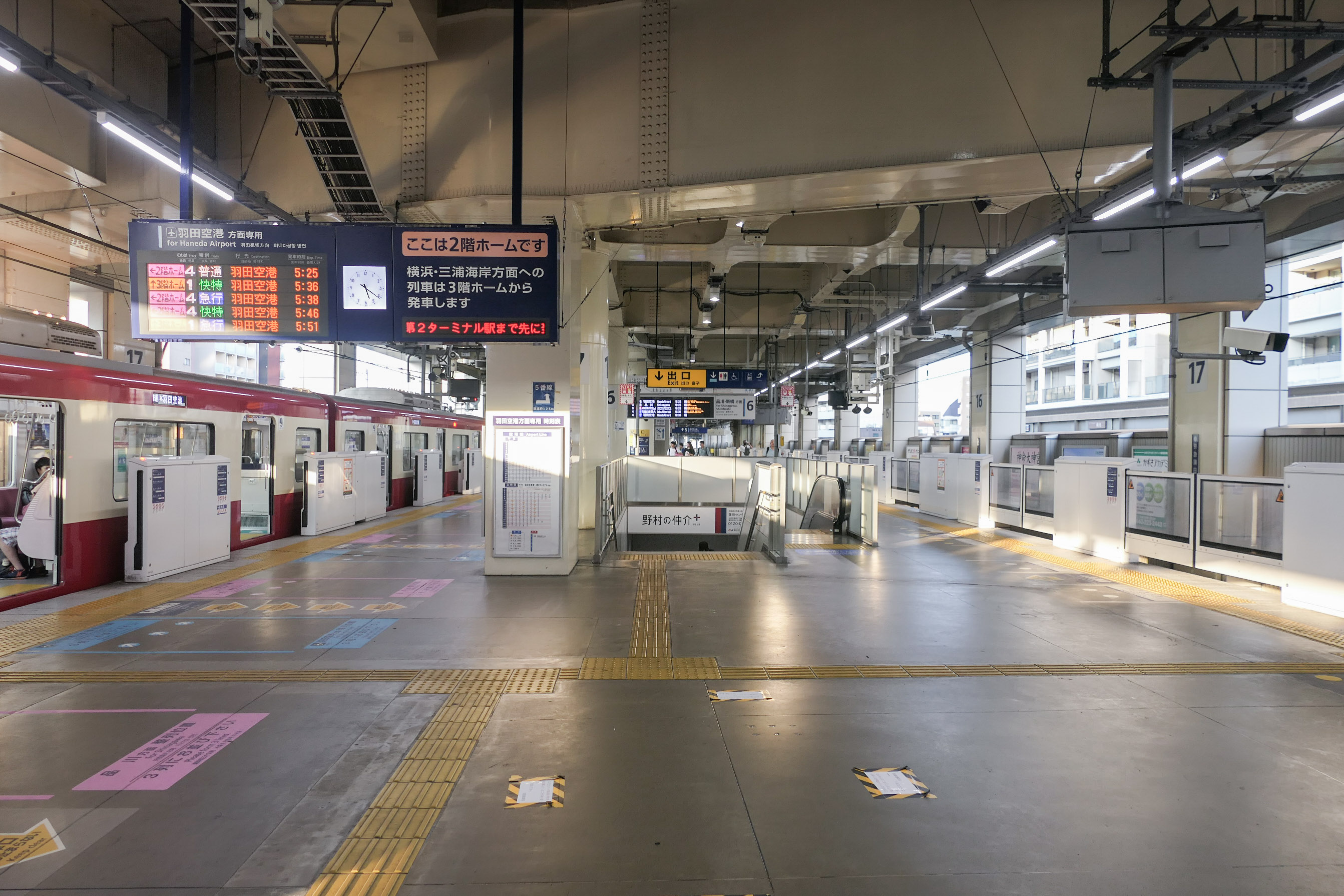
2階ホーム （4 - 6番線・2025年7月）
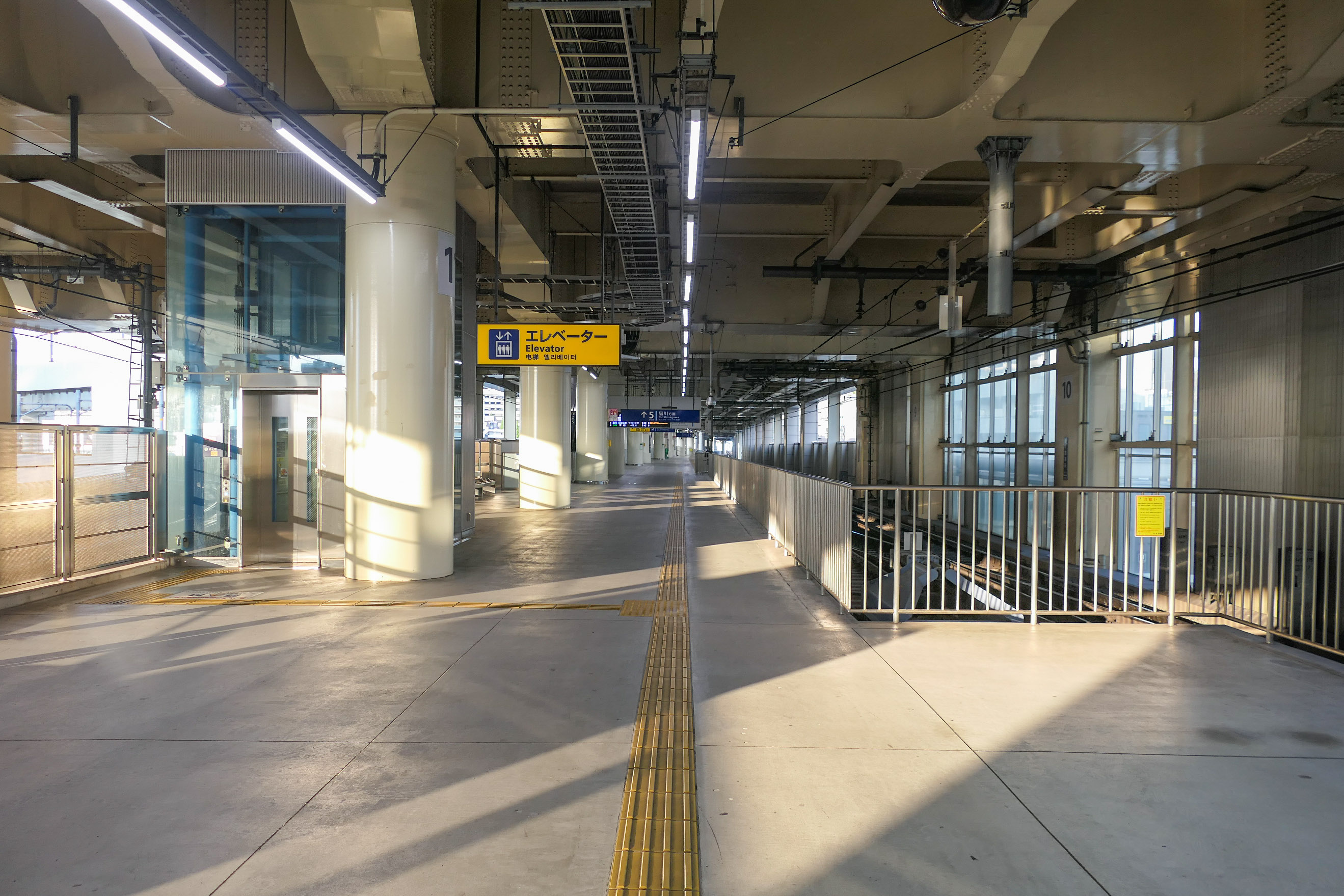
2階切り欠きホーム（5番線・2025年7月）
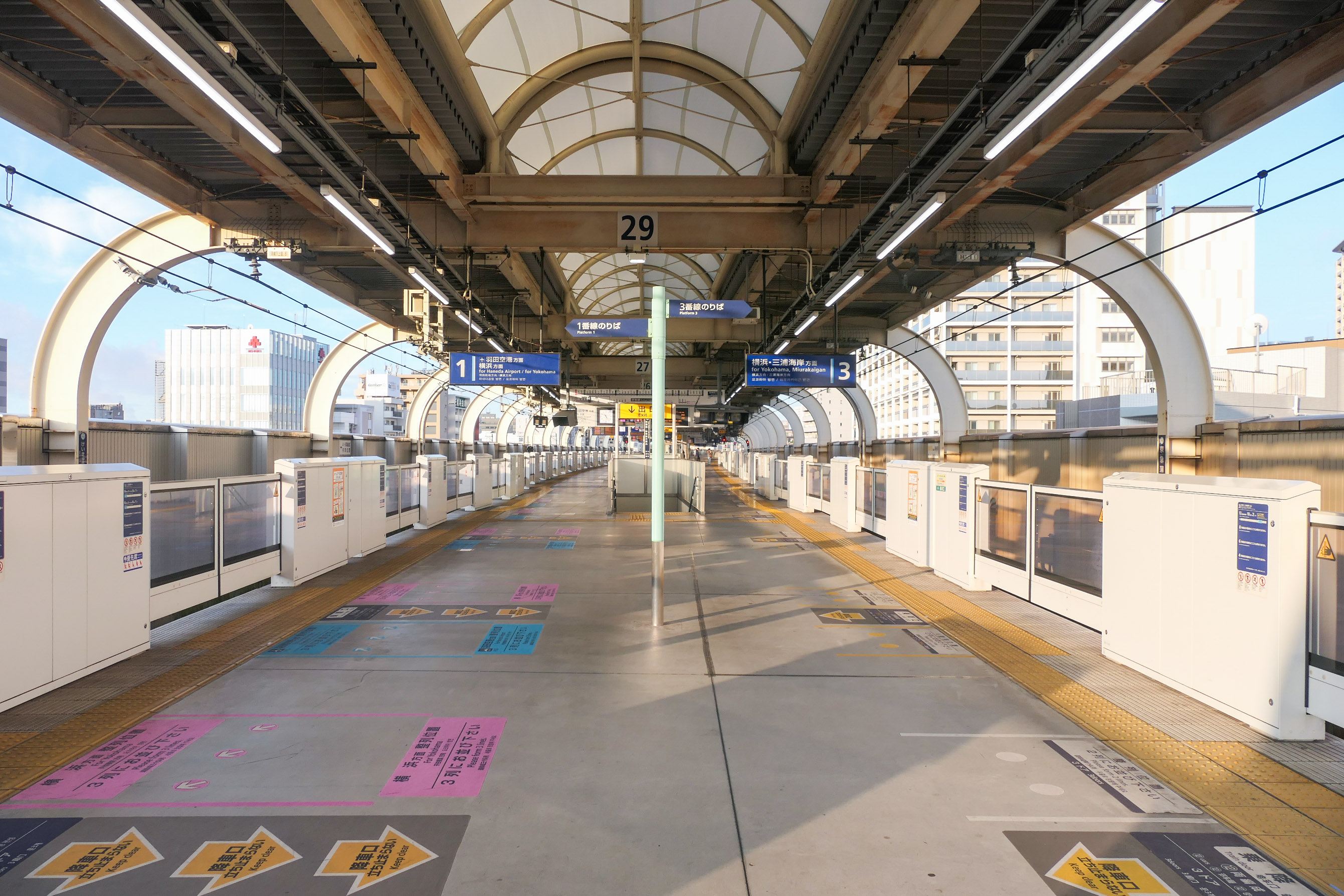
3階ホーム （1 - 3番線・2025年7月）
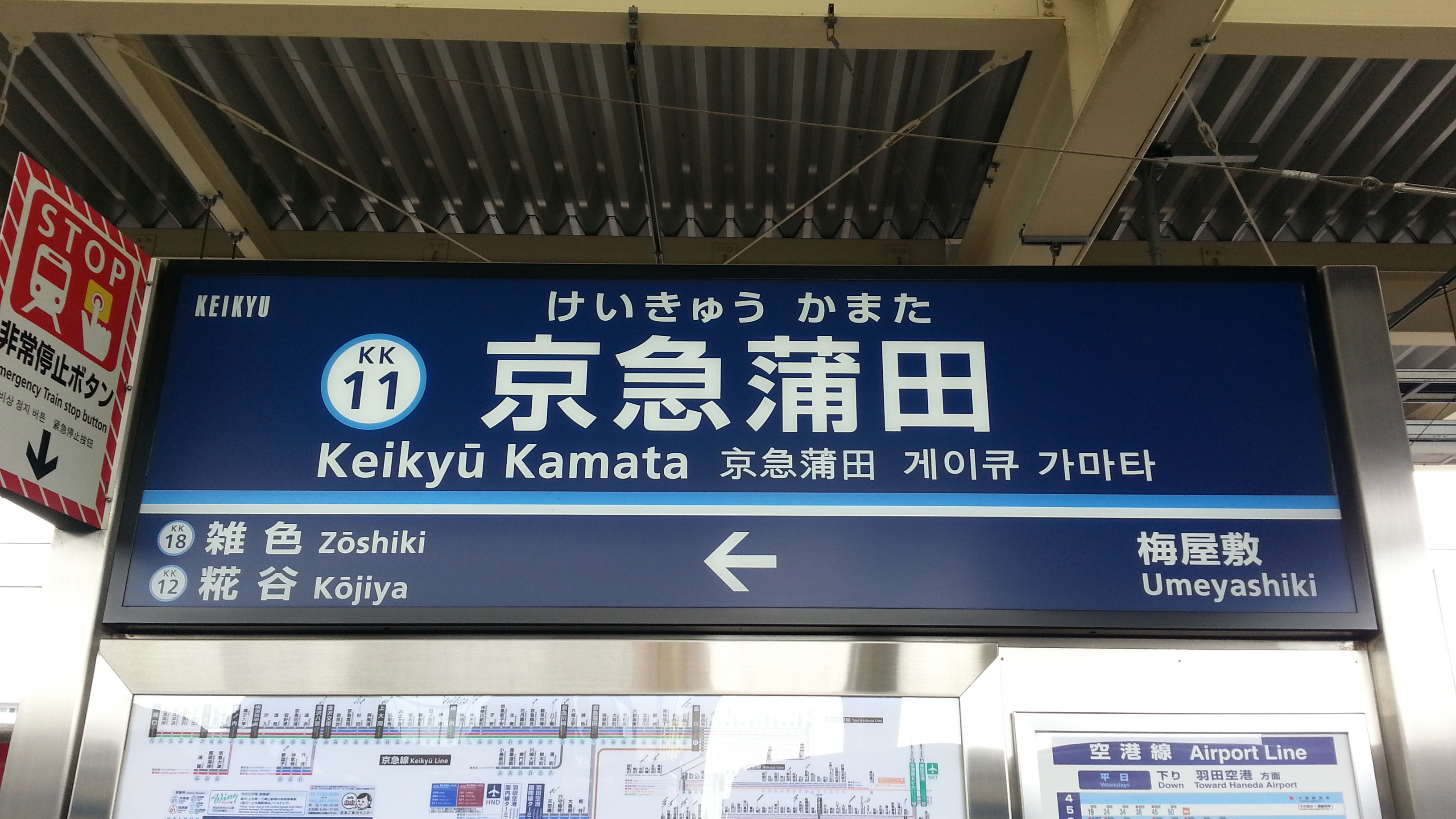
駅名標 (2021年1月）

### 接近メロディ
ラッツ&スターのメンバーである鈴木雅之と桑野信義が大田区出身であることにちなみ、2008年12月11日から、同グループの代表曲でもある「夢で逢えたら」をアレンジしたものを接近メロディとして使用している。メロディはスイッチの制作で、編曲は塩塚博が手掛けた。なお、接近メロディ導入と同時に、通過列車接近時の警告音の音程が変更されている。

### 構内配線・信号設備等
| 運転番線 | 営業番線 | ホーム | 本線浦賀方面着発 | 本線品川・泉岳寺方面着発 | 空港線羽田空港方面着発 | 備考           |
| -------- | -------- | ------ | ---------------- | ------------------------ | ---------------------- | -------------- |
| 1        | 1        | 8両分  | 出発可           | 到着可                   | 到着・出発可           | ホームドア設置 |
| 2        | 2        | 6両分  | 出発可           | 到着可                   | 不可                   |                |
| 3        | 3        | 12両分 | 出発可           | 到着可                   | 不可                   | ホームドア設置 |
| 4        | 4        | 8両分  | 到着可           | 出発可                   | 到着・出発可           | ホームドア設置 |
| 5        | 5        | 6両分  | 到着可           | 出発可                   | 不可                   |                |
| 6        | 6        | 12両分 | 到着可           | 出発可                   | 不可                   | ホームドア設置 |

### 過去の駅構造

#### 2010年5月15日までの構造

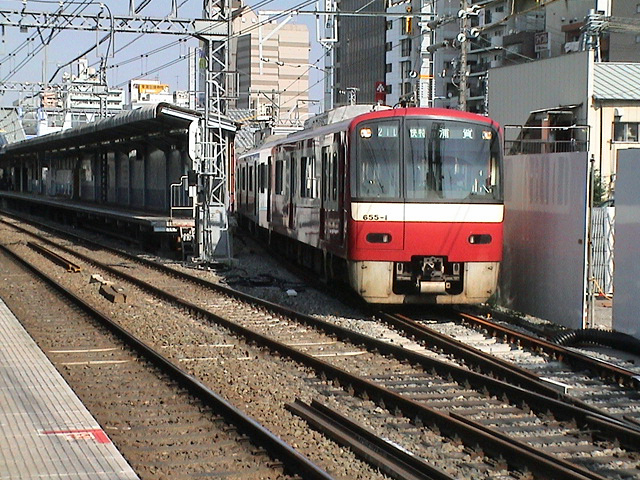
高架化前の1番線から発車する列車（2002年10月）

2010年5月15日までは、島式ホーム2面3線を擁する地上駅であった。
のりば
| 番線 | 路線   | 方向 | 行先                       |
| ---- | ------ | ---- | -------------------------- |
| 1    | 空港線 | -    | 羽田空港方面               |
| 1    | 本線   | 上り | 品川・新橋・浅草方面       |
| 1    | 本線   | 下り | 横浜方面                   |
| 2    | 本線   | 下り | 京急川崎・横浜・三崎口方面 |
| 3    | 本線   | 上り | 品川・新橋・浅草方面       |

- 元々1番線は空港線と本線品川方面のみに接続されていた。横浜方面からの羽田空港行快特・特急は、1999年7月31日から2002年10月11日までは、3番線（当時）に停車した後、梅屋敷寄りにある分岐器で向きを変えて転線し、1番線ホームに入線して羽田空港まで運転していたため、列車の往来が少ない早朝のみ設定されていた。
- その後、2002年4月に、以前は下り本線品川寄りから空港線へ向かっていた1番線ホームの浦賀寄りに分岐器が設けられ、空港線のほか、下り本線浦賀方にも連絡するようにされた[31]。また、横浜方面からの空港線乗り入れ用に上り本線浦賀方から1番線ホームへの渡り線が新設され、同年10月12日から使用が開始され、ラッシュ時や日中などにおいても横浜方面からの空港線直通運転が可能になった[5]。

#### 2012年10月20日までの構造
2010年5月16日から2012年10月20日までは、島式ホーム2面4線を擁する高架駅（一部地上駅）であった。上り線が高架駅となっており、下り線が従来からの地上駅だった。
地上駅時代は各ホームを連絡する跨線橋があったが、連続立体交差事業（後述）が実施されていた関係で、東西双方の改札口とホームとは地下道により連絡していた。現在の駅舎になってからは各ホームとコンコースを連絡するエレベーターが設置された。東口はかつて分岐点近くに駅舎が設置されていたが、連続立体交差事業の進捗に伴い一時跨線橋上に移転後、現在の地下通路内に移転した。乗り換え通路は雑色・糀谷寄りにある。かつてはエスカレーターを併設していた。
全面高架化までは、次の場所にバリアフリー施設を設置していた。
- エスカレーター：中2階 - 上りホーム
- エレベーター：（改札内）東口コンコース - 下りホーム、東口コンコース - 西口改札内コンコース（旧3番線） - 上りホーム / （改札外）東口専用出入口 - 東口コンコース
- 多機能トイレ：下りホーム雑色・糀谷寄り（一般客用を併設）

空港線の羽田空港側では国道15号（第一京浜）が京急蒲田（空）第1踏切 (23.3m) で平面交差していた。また、分岐部のカーブは1986年までは半径60mであったが、同年に800形を入線させる際に半径80mに緩和した。
のりば
| 番線 | 路線   | 方向 | 行先                       | 備考             |
| ---- | ------ | ---- | -------------------------- | ---------------- |
| 1    | 空港線 | -    | 羽田空港方面               | 本線品川方面から |
| 1    | 本線   | 下り | 横浜方面                   | 空港線から       |
| 2    | 本線   | 下り | 京急川崎・横浜・三崎口方面 |                  |
| 4    | 空港線 | -    | 羽田空港方面               | 本線横浜方面から |
| 4    | 本線   | 上り | 品川方面                   | 空港線から       |
| 6    | 本線   | 上り | 品川・成田空港方面         |                  |

- 3番線・5番線はこの当時は欠番である。また、5番線（上り待避線）は暫定高架供用開始時より線路上を覆った状態で6番線ホームとして使用していたが、2012年7月29日始発より停車位置を品川寄りに約5両分移動し、後部停止位置より先を封鎖した状態で5番線ホームの造作を開始している。
- 上りホームの高架化に伴い、横浜方面からの羽田空港行は大鳥居駅の手前まで羽田空港からの品川方面行と同じ線路を走行する。
- 各ホームにはかつて接近する種別を表示する列車接近案内を設置していたが、1998年11月18日の空港線羽田空港駅開業時より、同駅や品川駅とともに大型の列車案内板を新設した。
- 東口改札前には、列車の発車時刻を表示する大型液晶ディスプレイがある。
- 上りホームの高架化に伴い、階段と通路に番線別のカラーラインが施された。1番線が青色、2番線が緑色、4番線が水色、6番線が赤色である。
- 2010年秋より、ホームに羽田空港行がどこののりばから発車するかを案内表示する列車案内板が新設された。
- 上りホームは、高架化に伴い駅名標と方面サインが新型のものに更新された。ほかのホームとコンコースは従来のサインのままとなっている。

### 高架化
当駅は、上り本線浦賀・三崎口方面からの空港線乗り入れと空港線からの上り本線乗り入れが下り本線と平面交差となっていた。中でも1番線は長らく空港線専用ホームとして使われてきたが、1993年4月1日に空港線が羽田駅（現・天空橋駅）まで延伸された際に本線品川方面からの直通列車が運転されるようになったので、両方向発着ホームとなった。

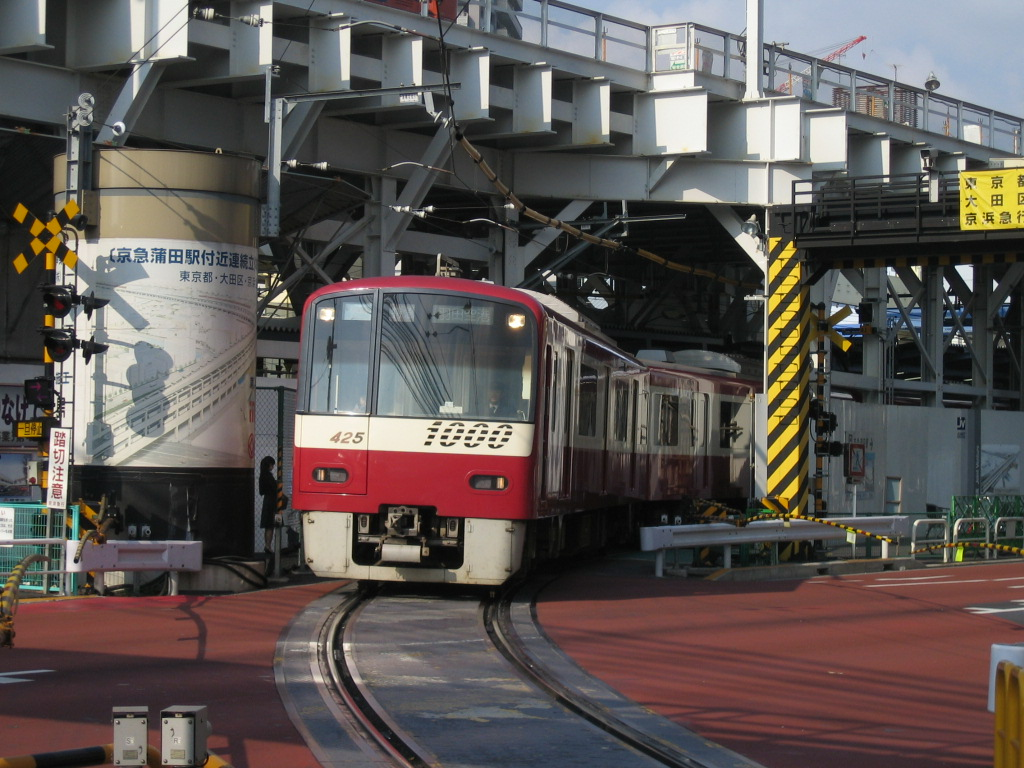
地上線時代の空港線の第一京浜踏切(2006年11月)

しかし、1998年11月18日の羽田空港駅開業後に空港線の輸送が強化されて以降、本線列車のダイヤ設定上のネックとなっているにもかかわらず、本線や空港線が絡む過密ダイヤを3線でさばいていた。また、当駅に隣接する東京都道311号環状八号線（環八通り）および第一京浜はともに都内有数の交通量の多い道路であり、それぞれの交差点と踏切が隣接していることもあって慢性的な交通渋滞が発生しており、両踏切とも国土交通省からボトルネック踏切（いわゆる「開かずの踏切」）と認定されていた。
さらに、東京箱根間往復大学駅伝競走（箱根駅伝）の復路が開催される毎年1月3日は、出場選手の通過のために踏切の遮断時間を短縮するダイヤ変更も行われていた。変更内容は、羽田空港発着列車の一部を京急川崎駅発着に変更することと、横浜方面からの羽田空港発着列車の一部を品川駅発着に変更することであった。
これらの諸問題を解決するために、2000年から当駅を中心とした本線4.7km（平和島 - 六郷土手間）と空港線1.3km（京急蒲田 - 大鳥居間）の合計6kmを連続立体交差化（高架化）する工事を施工し、当駅ではそれに併せて本線・空港線での平面交差の解消や当駅での緩急接続などを目的に、駅舎の建て替えと線路の移設工事が行われることになった。
工事に当たっては国土交通省の鉄道駅総合改善事業補助を受けるため、大田区が出資した第三セクターの蒲田開発事業株式会社が駅関係施設を保有して事業主体となり京急が受託する形となった。施工については京急建設と鹿島建設が主体となって工事が進められ、2010年5月に一部高架化し、2012年10月に全面高架化となった。
- 1番線の横浜方面接続（前述）と同時に1番線ホームが線路1線分東側に移設された。その後2番線ホームも1線分東側に移設され、一時的に距離があった1・2番線が再び同じホームになった。その後、3番線もホームが1線分東側に移設され、同時に元々地上にあった駅舎は橋上駅舎となっていたが、地下通路化された。2011年10月時点では将来の3階ホームの建設が行われているほか、高架の躯体も形成されている。2階となる上りホームは2010年5月16日に完成したが、雑色寄りの待避線予定地の一部が仮設ホームとなっていた。
- 高架化に先立ち、2008年5月18日に上り線の環八通り踏切前後が仮設高架橋へ移設され、より早い渋滞の軽減へとつながった[9]。この仮設高架橋は上り高架化完了後に再整備され、2010年9月26日から下り仮本線へ転用され、環八通りの踏切は廃された。これにより当駅 - 雑色間の一部が右側通行となった。2012年10月21日に下り高架化完成により、仮設高架橋を撤去し、左側通行に戻っている。

高架化工事完成により、本線ホームの雑色寄りに切欠き式の待避ホームが設置され、2面6線の形態となり普通列車が待避可能な駅構造となった。また、高架化工事完成に備えた東口バスのりば用地も確保されているほか、第一京浜を横断する蒲田第一踏切が廃止されたことにより箱根駅伝復路開催時の運行ダイヤ変更も2013年から解消された。また、空港線の急曲線の半径も半径80mから同100mに緩和された。
京急蒲田駅付近連続立体交差事業は、2017年3月にすべて完了した。この高架化工事事業はグッドデザイン賞を受賞している。

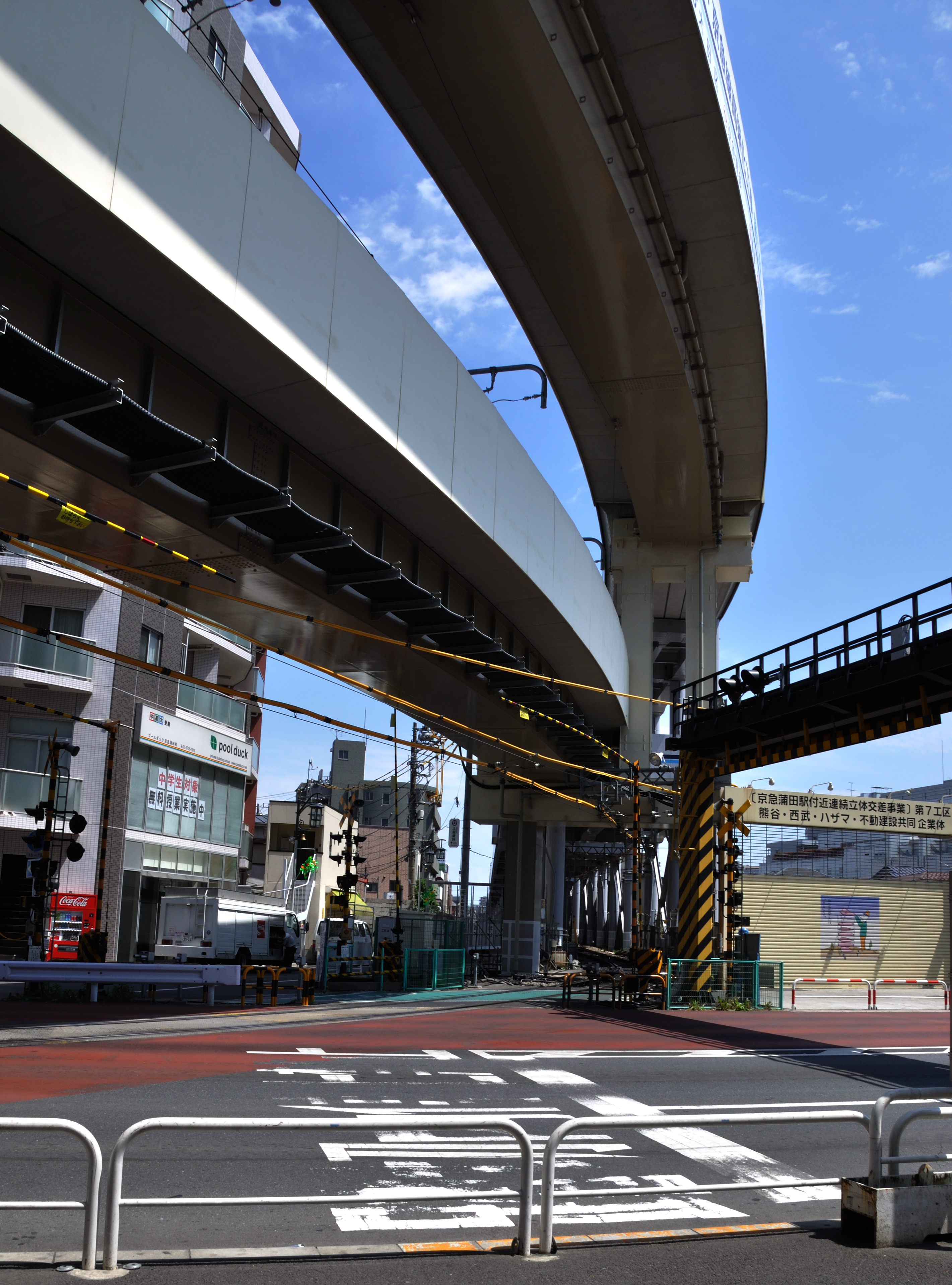
駅前の高架化工事、羽田空港方面（2010年5月）
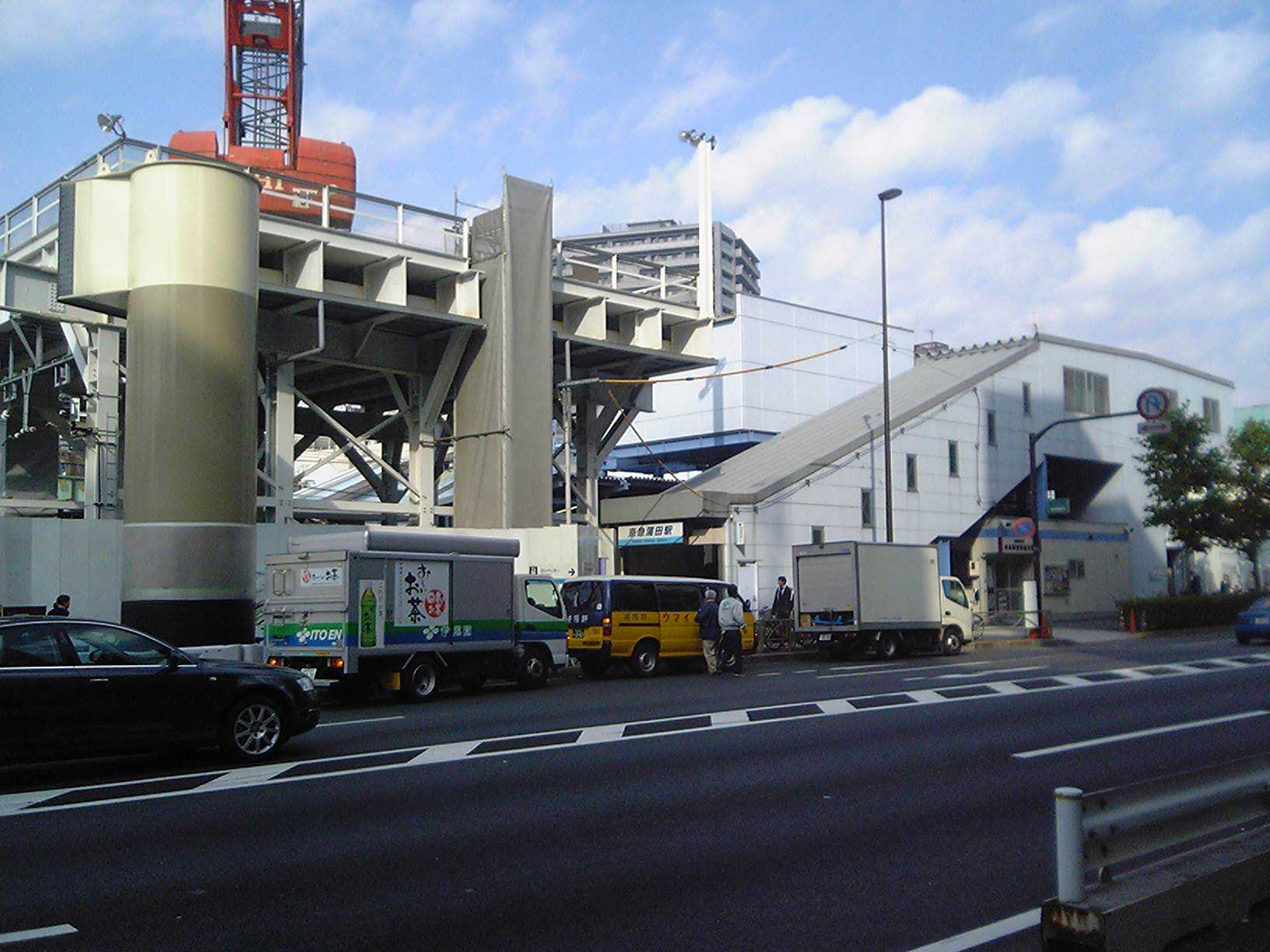
東口仮設駅舎（2005年11月）

#### 駅舎概要
- 高さ約24mの三層構造
- 一層部：駅事務所、改札
  - 駅施設以外の部分（高架下）には駐車場や駐輪場が整備される。
- 二層部：ホーム（1面2線、上り本線と空港線）
- 三層部：ホーム（1面2線、下り本線と空港線）
  - ホーム長は389m、一部切欠きホームとなり、12両編成電車と6両編成電車が同時に直列停車および待避が可能になる。ホーム幅員は最大12m。

駅西側
- 路線バスなどが乗り入れ可能な「京急蒲田駅西口駅前広場」 (2,900m²) および蒲田八幡神社側から大田区画街路第2号線（幅員11m）、補助36号線側から補助線街路第328号線（幅員15m）が整備されている。

駅東側
- 国道15号を渡った先（空港線と大田区産業プラザの間）に路線バスなどが乗り入れ可能な京急蒲田駅東口駅前広場 (2,400m²) が2016年に整備された。なお、京急蒲田駅と京急蒲田駅東口駅前広場の間は大田歩行者専用道路第1号線（高架、長さ110m、幅員5.2m）で結ばれている。

## 利用状況
2024年（令和6年）度の1日平均乗降人員は61,303人である。京急線全72駅の中では羽田空港第1・第2ターミナル駅に次いで第6位。
| 年度               | 1日平均 乗降人員 | 1日平均 乗車人員 | 1日平均 乗車人員 | 出典     |
| 年度               | 1日平均 乗降人員 | 本線             | 空港線           | 出典     |
| ------------------ | ---------------- | ---------------- | ---------------- | -------- |
| 1990年（平成02年） |                  | 19,570           | 3,041            | [ * 1 ]  |
| 1991年（平成03年） |                  | 20,123           | 3,189            | [ * 2 ]  |
| 1992年（平成04年） |                  | 19,888           | 3,142            | [ * 3 ]  |
| 1993年（平成05年） |                  | 19,523           | 3,326            | [ * 4 ]  |
| 1994年（平成06年） |                  | 18,915           | 3,441            | [ * 5 ]  |
| 1995年（平成07年） |                  | 18,137           | 3,336            | [ * 6 ]  |
| 1996年（平成08年） |                  | 17,855           | 3,222            | [ * 7 ]  |
| 1997年（平成09年） |                  | 17,334           | 3,173            | [ * 8 ]  |
| 1998年（平成10年） |                  | 17,389           | 3,195            | [ * 9 ]  |
| 1999年（平成11年） |                  | 21,320           | 21,320           | [ * 10 ] |
| 2000年（平成12年） |                  | 21,611           | 21,611           | [ * 11 ] |
| 2001年（平成13年） |                  | 21,852           | 21,852           | [ * 12 ] |
| 2002年（平成14年） |                  | 21,638           | 21,638           | [ * 13 ] |
| 2003年（平成15年） | 43,972           | 21,792           | 21,792           | [ * 14 ] |
| 2004年（平成16年） | 44,682           | 21,904           | 21,904           | [ * 15 ] |
| 2005年（平成17年） | 45,428           | 22,307           | 22,307           | [ * 16 ] |
| 2006年（平成18年） | 46,934           | 22,830           | 22,830           | [ * 17 ] |
| 2007年（平成19年） | 48,937           | 24,156           | 24,156           | [ * 18 ] |
| 2008年（平成20年） | 49,193           | 24,515           | 24,515           | [ * 19 ] |
| 2009年（平成21年） | 47,921           | 23,915           | 23,915           | [ * 20 ] |
| 2010年（平成22年） | 47,313           | 23,616           | 23,616           | [ * 21 ] |
| 2011年（平成23年） | 46,564           | 23,186           | 23,186           | [ * 22 ] |
| 2012年（平成24年） | 47,473           | 23,718           | 23,718           | [ * 23 ] |
| 2013年（平成25年） | 49,477           | 24,805           | 24,805           | [ * 24 ] |
| 2014年（平成26年） | 50,948           | 25,580           | 25,580           | [ * 25 ] |
| 2015年（平成27年） | 53,397           | 26,821           | 26,821           | [ * 26 ] |
| 2016年（平成28年） | 58,396           | 29,252           | 29,252           | [ * 27 ] |
| 2017年（平成29年） | 61,746           | 30,929           | 30,929           | [ * 28 ] |
| 2018年（平成30年） | 64,280           | 32,189           | 32,189           | [ * 29 ] |
| 2019年（令和元年） | 65,123           | 32,577           | 32,577           | [ * 30 ] |
| 2020年（令和02年） | 44,191           |                  |                  |          |
| 2021年（令和03年） | 47,126           |                  |                  |          |
| 2022年（令和04年） | 54,259           |                  |                  |          |
| 2023年（令和05年） | 59,288           |                  |                  |          |
| 2024年（令和06年） | 61,303           |                  |                  |          |

（注）1998年までは本線・空港線別の乗車人員データが発表されていた。1999年以降のデータは両線の合算値である。また、乗り換え人員は含まれていない。

## エアポート快特通過反対運動
1998年（平成10年）11月18日に運行開始から、当駅に停車していたエアポート快特は、2010年（平成22年）5月16日に実施されたダイヤ改正で、当駅を通過することになった（「名古屋飛ばし」になぞらえ「蒲田飛ばし」ともいわれる）。通過に対し、高架化費用の一部を負担した大田区側からは、反対の意見が出ていた。
鉄道ジャーナリストの杉山淳一は、高架化は道路交通の改善が主目的であることから、大田区は高架化で国道15号の踏切渋滞が解消され、緊急車両の通行改善など、区民の安全性が高まることを評価すべきなのに、エアポート快特の通過に関する京急への批判が前に出たことを「ピント外れ」「享受するメリットを履き違えた」と論評した。
一方大田区は、「自発的に区税から200億円を拠出し、工事に必要な立ち退きに際し沿線住民に理解を得るまで協力した結果が、今まで停車していた京急蒲田駅がスルーされ、しかも事前に一言の相談も無かった」として強く憤り、ダイヤ改正前日の2010年5月15日に区長・区議会・町会連合会・商店街連合会に加え、国会議員も参加して開かれた「京急蒲田駅通過反対区民大会」では、大田区産業プラザの定員600人を超える区民が会場に押し寄せた。この中で大田区長松原忠義は「京急蒲田駅を通過させるために高架化事業に協力してきたわけではない」「拠出の拒否も考えざるを得ない」と述べた。
これに対し、当時の東京都知事石原慎太郎は、大田区の対応に苦言を呈したが、大田区議会議員の永井敬臣（自民党）は石原が衆院議員時代に旧東京2区であったことから「石原さんも大田区民でしょう?だったら（あなたは）羽田空港へは自転車で行ってください」と反論した。
その後、2012年（平成24年）10月21日のダイヤ改正で、それまで1時間あたりエアポート快特3本・急行3本であったものが、1時間あたりエアポート快特1.5本・快特4.5本に変更され、エアポート快特の当駅通過は継続されるものの、当駅停車列車が増加することとなった。

## 駅周辺
大田区の中心としての機能および商業施設は蒲田駅付近に集中しているが、一部は当駅近くに立地している。西側には蒲田駅東口に続くアーケード街と小規模の商店街が存在しており、東側には小規模の商店街が存在している。当駅周辺は中規模のビルが林立しており、連続立体交差事業が始まってからの約10年間で中・高層のマンションが数棟建設された。西口周辺は駅前広場が設置されている。また、2012年12月9日には当駅南東にある南蒲田交差点の立体化が完成し、道路環境が変化した。なお、西口周辺では駅前広場の新設および整備に伴い、商店街あすとの縮小が行われた。
西口駅前の広範囲に渡って「京急蒲田西口駅前地区第一種市街地再開発事業」が進められ、2015年12月11日に高層住宅とライフ京急蒲田駅前店などが入居する20階建の「あすとウィズ」が開業するとともに、駅前広場も整備された。同時に駅の高架下に京急ストアや飲食店をはじめとする各種専門店、コンビニエンスストア（セブン-イレブン）、大田区観光情報センターなどを擁する商業施設「ウィングキッチン京急蒲田」がオープンした。駅の改札階とあすとウィズとはペデストリアンデッキで直結している。
当駅は1987年に「京浜蒲田駅」から現在の駅名に改称しているが、駅周辺の「京浜蒲田商店街」や「京浜蒲田公園」、また周辺を区域とする「京浜蒲田町会」のように、旧来の駅名を残すものがいくつか存在する。

### 西口

#### 官公庁・公共施設
- 警視庁蒲田警察署
- 大田年金事務所

#### 教育機関
- 東京誠心調理師専門学校
- 蒲田医師会館/蒲田医師会立 看護高等専修学校

#### 史跡・自然
- 蒲田八幡神社

#### ホテル
- 東急ステイ 蒲田

#### 店舗
- 京浜蒲田商店街あすと
- あすとウィズ
- ハーモニカ横丁[46]
- オリンピック 蒲田店
- オリンピック環八蒲田店

#### 交通
- 蒲田駅（東日本旅客鉄道〈JR東日本〉・東急電鉄） - 当駅から西へ800m程度離れており、連絡運輸は行っていない。なお、この両駅を連絡する路線として蒲蒲線（新空港線）の整備計画がある[47]。

### 東口

#### 官公庁・公共施設
- 大田区産業プラザ (PiO) - 蒲蒲線整備計画では周辺の地下に南蒲田駅（仮称）を建設する案があり、すでに駅建設のための空間が確保されているという[48]。
- 大田区総合体育館

#### 医療
- 地域医療機能推進機構東京蒲田医療センター（旧社会保険蒲田総合病院）

#### 郵便局・金融機関
- 東日本銀行蒲田支店
- 芝信用金庫蒲田支店

#### 店舗
- キネマ通り商店街

## バス路線
西口広場と東口駅前広場に停留所があり、京浜急行バスにより運行されている。この西口広場の停留所と東口駅前広場は2016年4月1日に使用を開始した。
| のりば                 | 運行事業者             | 系統・行先 | 備考                   |
| 京急蒲田駅（西口広場） | 京急蒲田駅（西口広場） | 京急蒲田駅（西口広場） | 京急蒲田駅（西口広場） |
| ---------------------- | ---------------------- | --- | ---------------------- |
| 西口A                  | 京浜急行バス           | 蒲31・32・33・35・36：JR蒲田駅東口 |                        |
| 京急蒲田駅（東口広場） |                        | |                        |
| 東口①                  | 京浜急行バス           | - 蒲30：羽田空港第2ターミナル - 蒲32：羽田車庫 - 蒲33：天空橋駅 | 蒲30系統は早朝のみ     |
| 東口②                  | 京浜急行バス           | - 蒲35：東糀谷六丁目 - 蒲36：森ケ崎 |                        |
| 京急蒲田駅入口         |                        | |                        |
| －                     | 京浜急行バス           | - 蒲30：羽田空港第2ターミナル - 蒲31：羽田空港第3ターミナル - 蒲32：羽田車庫 - 蒲33：天空橋駅 - 蒲35：東糀谷六丁目 - 蒲36：森ケ崎 - 蒲67：大森東五丁目 - 蒲31・32・33・35・36・67：JR蒲田駅東口 | 蒲30系統は早朝のみ     |

## 隣の駅
京浜急行電鉄
 本線
- □「イブニング・ウィング号」停車駅（乗車専用）

■快特
品川駅 (KK01) - 京急蒲田駅 (KK11) - 京急川崎駅 (KK20) /（空港線）
■特急・■急行（以下の2通り）
- 平和島駅 (KK08) - 京急蒲田駅 (KK11) - 京急川崎駅 (KK20) /（空港線）
- （空港線） - 京急蒲田駅 (KK11) - 京急川崎駅 (KK20)

■普通
梅屋敷駅 (KK10) - 京急蒲田駅 (KK11) - 雑色駅 (KK18)
 空港線
■エアポート快特
通過
■快特
（本線品川/同京急川崎方面） - 京急蒲田駅 (KK11)  - 羽田空港第3ターミナル駅 (KK16)
■特急・■急行（空港線内は各駅に停車）
（本線平和島/同京急川崎方面） - 京急蒲田駅 (KK11) - 糀谷駅 (KK12)
■普通（以下の2通り）
- （本線雑色方面） → 京急蒲田駅 (KK11) - 糀谷駅 (KK12)
- （本線品川方面） ← 京急蒲田駅 (KK11) - 糀谷駅 (KK12)